# The St. Petersburg Times
The St. Petersburg Times es un periódico semanal de lengua inglesa que se edita en la ciudad de San Petersburgo, Rusia. El periódico está dirigido, principalmente, a los residentes de habla inglesa, turistas y ciudadanos en general interesados en una perspectiva internacional sobre asuntos locales y del mundo. Lleva publicándose ininterrumpidamente desde mayo de 1993.
El periódico, junto a su publicación hermana, The Moscow Times, son editados por el grupo Independent Media, propiedad de la empresa finlandesa Sanoma, que publica el periódico Helsingin Sanomat de Helsinki.